# Lista de compositores do Romantismo
- Adolf von Henselt
- Adolphe Adam
- Agustín Barrios
- Albert Lortzing
- Alberto Nepomuceno
- Alexander Alyabyev
- Alexander Borodin
- Alexander Glazunov
- Alexander Scriabin
- Alexander von Zemlinsky
- Alexandre Charles Lecocq
- Alfred Reisenauer
- Alfredo Catalani
- Alfredo Keil
- Ambroise Thomas
- Amilcare Ponchielli
- André Messager
- Anton Arensky
- Anton Bruckner
- Anton Diabelli
- Anton Reicha
- Anton Rubinstein
- Antonín Dvorák
- Antônio Carlos Gomes
- Arnold Mendelssohn
- Arnold Schönberg
- Arrigo Boito
- Arthur De Greef
- Arthur Seymour Sullivan
- Arthur Sullivan
- August Conradi
- August Wilhelm Ambros
- Augusta Holmès
- Bedrich Smetana
- Camille Saint-Saëns
- Carl Czerny
- Carl Loewe
- Carl Maria von Weber
- Carl Otto Nicolai
- Carl Reinecke
- Carl Tausig
- Carl Zeller
- Cécile Chaminade
- César Cui
- César Franck
- Ceslovas Sasnauskas
- Charles Gounod
- Charles-Marie Widor
- Charles-Valentin Alkan
- Chiquinha Gonzaga
- Christian Sinding
- Ciprian Porumbescu
- Clara Schumann
- Claude Debussy
- Claude Joseph Rouget de Lisle
- Claude-Paul Taffanel
- Daniel Auber
- Dionisio Aguado
- Édouard Lalo
- Eduard Strauss
- Edvard Grieg
- Edward Elgar
- Edward MacDowell
- Elias Álvares Lobo
- Emil von Reznicek
- Emil von Sauer
- Émile Waldteufel
- Emilio Arrieta
- Emmanuel Chabrier
- Engelbert Humperdinck
- Enric Morera i Viura
- Enrique Granados
- Erik Gustaf Geijer
- Ernest Chausson
- Erno Dohnányi
- Étienne Méhul
- Eugen d'Albert
- Eugène Ysaÿe
- Fanny Mendelssohn
- Felix Mendelssohn
- Felix Otto Dessoff
- Felix Weingartner
- Ferdinand Hérold
- Ferdinand Hiller
- Ferdinand Ries
- Ferdinando Carulli
- Ferenc Erkel
- Fernando Sor
- Ferruccio Busoni
- Francesco Cilea
- Francisco Tárrega
- François-Joseph Fétis
- Franz Abt
- Franz Berwald [1]
- Franz Krenn
- Franz Lehár
- Franz Liszt
- Franz Schubert
- Franz von Suppé
- Franz Xaver Wolfgang Mozart
- Frédéric Chopin
- Frederick Delius
- Friedrich Kalkbrenner
- Friedrich von Flotow
- Fromental Halévy
- Gabriel Fauré
- Gabriel Pierné
- Gaetano Donizetti
- Gaspare Spontini
- Georges Bizet
- Giacomo Meyerbeer
- Giacomo Puccini
- Gioachino Rossini
- Giovanni Bottesini
- Giovanni Pacini
- Giuseppe Verdi
- Gustav Mahler
- Gustave Charpentier
- Hans Pfitzner
- Hans von Bülow
- Hector Berlioz
- Heinrich Köselitz
- Heinrich Marschner
- Henri Duparc
- Henri Herz
- Henri Vieuxtemps
- Henrique Oswald
- Henryk Wieniawski
- Hermann Levi
- Hervé
- Hubert Léonard
- Hugo Alfvén
- Hugo Becker
- Hugo Wolf
- Hyacinthe Klosé
- Ignacy Jan Paderewski
- Ignaz Brüll
- Ignaz Moscheles
- Ignaz von Seyfried
- Isaac Albéniz
- Jacques Fromental Halévy
- Jacques Offenbach
- Jakob Dont
- Jean Sibelius [2]
- Jenő Hubay
- Joachim Raff
- João Domingos Bomtempo
- Johan Svendsen
- Johann Carl Gottfried Loewe
- Johann Gottfried Piefke
- Johann Joseph Abert
- Johann Nepomuk Hummel
- Johann Strauss I
- Johann Strauss II
- Johann von Herbeck
- Johannes Brahms
- John Field (composer)
- John Goss
- John Philip Sousa
- José Bernardo Alcedo
- José Vianna da Motta
- Josef Labor
- Josef Strauss
- Joseph Hellmesberger, Jr.
- Joseph Joachim
- Joseph Lanner
- Joseph Marx
- Józef Elsner
- Juan Crisóstomo Arriaga
- Jules Massenet
- Julian Fontana
- Karl Anton Eckert
- Karl Goldmark
- Karl Klindworth
- Komitas Vardapet
- Léo Delibes
- Leo Smit
- Leopold Damrosch
- Leopold Schefer
- Leoš Janáček
- Louis Moreau Gottschalk
- Louis Spohr
- Ludwig van Beethoven
- Luigi Arditi
- Luigi Cherubini
- Manuel de Falla
- Matteo Carcassi
- Maurice Ravel
- Max Bruch
- Max Reger
- Michael William Balfe
- Mieczyslaw Karlowicz
- Mikalojus Konstantinas Ciurlionis
- Mikhail Glinka
- Mily Balakirev
- Modest Mussorgsky
- Moritz Moszkowski
- Mykola Lysenko
- Napoléon Henri Reber
- Niccolò Paganini
- Nicolai Medtner
- Niels Wilhelm Gade
- Nikolai Medtner
- Nikolai Rimsky-Korsakov
- Nikolai Rubinstein
- Oskar Merikanto
- Ottorino Respighi
- Pablo de Sarasate
- Paul Dukas
- Peter Cornelius
- Pietro Mascagni
- Pietro Raimondi
- Pyotr Ilyich Tchaikovsky
- Ramón Carnicer
- Raoul Koczalski
- Reinhold Glière
- Reynaldo Hahn
- Richard Heuberger
- Richard Strauss
- Richard Wagner
- Robert Alexander Schumann
- Robert Fuchs
- Robert Schumann
- Ruggero Leoncavallo
- Rutland Boughton
- Saverio Mercadante
- Sergei Bortkiewicz
- Sergei Rachmaninoff
- Siegfried Wagner
- Siegmund von Hausegger
- Stanislaw Moniuszko
- Teresa Carreño
- Tomás Bretón
- Umberto Giordano
- Vincent d'Indy
- Vincenzo Bellini
- Vítězslav Novák
- Vittorio Monti
- Wilhelm Furtwängler
- Xaver Scharwenka
- Zdeněk Fibich

## N/Wiki
- Achilles Alferaki
- Adolf Bernhard Marx
- Adolf Fredrik Lindblad
- Adolf Friedrich Hesse
- Adolf Wiklund
- Adolfo Fumagalli
- Adolphe Biarent
- Adolphe Samuel
- Adrien-François Servais
- Agathe Backer Grøndahl
- Albéric Magnard
- Albert Dietrich
- Albert Grisar
- Albert Lavignac
- Alberto Franchetti
- Alessandro Longo
- Alessandro Rolla
- Alexander Dargomyzhsky
- Alexander Dreyschock
- Alexander Egorovich Varlamov
- Alexander Goedicke
- Alexander Gretchaninov
- Alexander Kopylov
- Alexander Mackenzie (composer)
- Alexander Serov
- Alexander Spendiaryan
- Alexander Taneyev
- Alexandre Luigini
- Alexei Lvov
- Alexey Nikolayevich Titov
- Alexey Verstovsky
- Alfred Grünfeld
- Alfred Hill
- Alfred R. Gaul
- Alfred Stelzner
- Alice Mary Smith
- Alphons Diepenbrock
- Alphonse Hasselmans
- Amy Beach
- Anatoly Lyadov
- André Gedalge
- Anselm Hüttenbrenner
- Anthony Philip Heinrich
- Antoine François Marmontel
- Anton de Kontski
- Anton Jörgen Andersen
- Antoni Radziwill
- Antonio Bazzini
- Antonio Scontrino
- Antonio Smareglia
- Arnold Krug
- Árpád Doppler
- Arthur Foote
- Arthur Somervell
- Arturo Buzzi-Peccia
- Asger Hamerik
- August Bungert
- August de Boeck
- August Ferdinand Anacker
- August Gottfried Ritter
- August Klughardt
- August Labitzky
- August Lanner
- August Söderman
- August Wilhelm Bach
- Auguste Franchomme
- Auguste Mathieu Panseron
- Avril Coleridge-Taylor
- Béni Egressy
- Benjamin Dwight Allen
- Benjamin Godard
- Bernard Zweers
- Bernhard Henrik Crusell
- Bernhard Stavenhagen
- Calixa Lavallée
- Camillo Sivori
- Carl Almenräder
- Carl Bohm
- Carl Friedrich Zöllner
- Carl Frühling
- Carl Gottlieb Reissiger
- Carl Jonas Love Almqvist
- Carl Martin Reinthaler
- Carlo Alfredo Piatti
- Carlo Coccia
- Castil-Blaze
- Cenobio Paniagua
- Cesare Ciardi
- Cesare Pugni
- Charles Bordes
- Charles Dancla
- Charles de Bériot
- Charles Martin Loeffler
- Charles Villiers Stanford
- Charles Wels
- Charles Wilfred Orr
- Charles Wood (composer)
- Chrétien Urhan
- Christian Heinrich Rinck
- Christian Theodor Weinlig
- Ciro Pinsuti
- Conradin Kreutzer
- Cornelis Dopper
- Cornelius Gurlitt (composer)
- Daniel Gregory Mason
- Daniil Nikitich Kashin
- David Popper
- Demetrios Lialios
- Déodat de Séverac
- Donald Francis Tovey
- Dora Pejacevic
- Edmond Audran
- Edmond de Coussemaker
- Edouard Deldevez
- Eduard Franck
- Eduard Nápravník
- Eduard Rodhe
- Eduard Sobolewski
- Edward German
- Edwin Lemare
- Elfrida Andrée
- Elias Parish Alvars
- Ella Adayevskaya
- Emánuel Moór
- Emil Mlynarski
- Emil Sjögren
- Émile Sauret
- Emilie Zumsteeg
- Emilio Serrano y Ruiz
- Enrique Fernández Arbós
- Ernest Austin
- Ernest Guiraud
- Ernest Schelling
- Ernesto Köhler
- Ernst Mielck
- Ernst Perabo
- Ernst Richter
- Ernst Rudorff
- Ethel Smyth
- Eugène Gigout
- Eusebius Mandyczewski
- Eyvind Alnæs
- Federico Chueca
- Félicien-César David
- Felipe Pedrell
- Felix Blumenfeld
- Felix Draeseke
- Felix Mottl
- Felix Woyrsch
- Ferdinand David (musician)
- Ferdinand Laub
- Ferdinand Pfohl
- Ferdinand Thieriot
- Ferdo Livadic
- Francesco Molino
- Francesco Paolo Tosti
- Francis Edward Bache
- Francisco Asenjo Barbieri
- Franco Faccio
- François Antoine Habeneck
- François Bazin
- François Prume
- François Van Campenhout
- François-Auguste Gevaert
- Frank Lynes
- František Kmoch
- Franz Bendel
- Franz Clement
- Franz Danzi
- Franz Doppler
- Franz Lachner
- Franz Limmer
- Franz Schmidt
- Franz Strauss
- Franz Wohlfahrt (composer)
- Franz Wüllner
- Franz Xaver Gebel
- Frederic Cliffe
- Frederic Ernest Fesca
- Frederic Hymen Cowen
- Frederic Lamond
- Frederick Converse
- Frederick Corder
- Frederick Nicholls Crouch
- Frederick Ouseley
- Fredrik Pacius
- Friedrich Dotzauer
- Friedrich Gernsheim
- Friedrich Hegar
- Friedrich Kiel
- Friedrich Kuhlau
- Friedrich Schneider
- Friedrich Silcher
- Friedrich Wilhelm Jähns
- Friedrich Wilhelm Kücken
- Fritz Bovet
- Fritz Seitz
- Garbis Aprikian
- Georg Goltermann
- Georg Hellmesberger, Jr.
- George Butterworth
- George Frederick Bristow
- George Lloyd (composer)
- George Macfarren
- George Onslow
- George Whitefield Chadwick
- Georges Hüe
- Georgi Conus
- Gerónimo Giménez
- Géza Zichy
- Giovanni Sgambati
- Giuseppe Apolloni
- Giuseppe Martucci
- Gottfried Weber
- Granville Bantock
- Guillaume Lekeu
- Gunnar Wennerberg
- Gustav Jenner
- Gustav Lange
- Gustav Merkel
- Gustav Nottebohm
- Gustave Doret
- Guy Ropartz
- Halfdan Kjerulf
- Hamish MacCunn
- Hans Bronsart von Schellendorff
- Hans Christian Lumbye
- Hans Gál
- Hans Georg Nägeli
- Hans Huber (composer)
- Hans Rott
- Hans Sitt
- Hans von Koessler
- Haydn Wood
- Heinrich Grünfeld
- Heinrich Hübler
- Heinrich Proch
- Heinrich Reimann
- Heinrich von Herzogenberg
- Heinrich Zöllner
- Henning Mankell (composer)
- Henri Berger
- Henri Bertini
- Henry Charles Litolff
- Henry Christian Timm
- Henry Holden Huss
- Henry Hugo Pierson
- Henry Schoenfeld
- Herbert Hamilton Harty
- Herman Severin Løvenskiold
- Hermann Berens
- Hermann Goetz
- Hermann Graedener (composer)
- Hermann Suter
- Holger Simon Paulli
- Horatio Parker
- Hubert Parry
- Hubert Ries
- Hugo Kaun
- Hugo Richard Jüngst
- Ignace Leybach
- Ignacio Cervantes
- Ignacy Feliks Dobrzynski
- Ignaz Lachner
- Ilmari Hannikainen
- Ivan Zajc
- Iver Holter
- Iwan Knorr
- Jacob Adolf Hägg
- Jacob Niclas Ahlström
- Jacques Féréol Mazas
- Jacques-Nicolas Lemmens
- James Cutler Dunn Parker
- Jan August Vitásek
- Jan Balatka
- Jan Brandts Buys
- Jan Kalivoda
- Jan Ladislav Dussek
- Ján Levoslav Bella
- Jan Václav Voríšek
- Jan van Gilse
- Jazeps Vitols
- Jean-Baptiste Accolay
- Jean-Baptiste Barrière
- Jean-Baptiste Duvernoy
- Jean-Baptiste Lemire
- Jean-Baptiste Singelée
- Joachim Andersen
- Joan Lamote de Grignon
- Johan Halvorsen
- Johan Peter Emilius Hartmann
- Johan Wagenaar
- Johann Anton André
- Johann Baptist Cramer
- Johann Baptist Gänsbacher
- Johann Caspar Aiblinger
- Johann Christian Friedrich Hæffner
- Johann Christian Ludwig Abeille
- Johann Friedrich Franz Burgmüller
- Johann Georg Lickl
- Johann Kaspar Mertz
- Johann Nepomuk Fuchs
- Johann Peter Pixis
- Johann Rufinatscha
- Johann Vesque von Püttlingen
- Johann Wilhelm Wilms
- Johannes Bernardus van Bree
- Johannes Verhulst
- John Blackwood McEwen
- John Knowles Paine
- John Lodge Ellerton
- John Stainer
- John Thomas (harpist)
- José Escolástico Andrino
- José Ferrer (guitarist)
- José María Bustamante
- Josef Bayer
- Josef Bohuslav Foerster
- Josef Dessauer
- Josef Leopold Zvonar
- Josef Pischna
- Josef Proksch
- Josef Rheinberger
- Josef Suk (composer)
- Josef Wagner (composer)
- Joseph Ascher
- Joseph Barnby
- Joseph Gungl
- Joseph Haas
- Joseph Hellmesberger, Sr.
- Joseph Küffner
- Joseph Labitzky
- Joseph Ryelandt
- Jules Demersseman
- Jules Garcin
- Julie von Webenau
- Julius Benedict
- Julius Conus
- Julius Fucík (composer)
- Julius Klengel
- Julius Otto Grimm
- Julius Reubke
- Julius Rietz
- Julius Röntgen
- Julius Schulhoff
- Julius Stern
- Juliusz Zarebski
- Juventino Rosas
- Karel Bendl
- Karel Komzák II
- Karl Davydov
- Karl Graedener
- Karl Millöcker
- Karl Piutti
- Karlis Baumanis
- Karol Kurpinski
- Karol Lipinski
- Karol Mikuli
- Károly Aggházy
- Kašpar Mašek
- Kornél Ábrányi
- Lauro Rossi
- Léon Boëllmann
- Leone Sinigaglia
- Leopold Auer
- Leopold Jansa
- Lev Conus
- Louis Diémer
- Louis Ehlert
- Louis Glass
- Louis James Alfred Lefébure-Wély
- Louis Köhler
- Louis Lacombe
- Louis Lewandowski
- Louis Niedermeyer
- Louis Théodore Gouvy
- Louis Vierne
- Louise Bertin
- Louise Farrenc
- Lowell Mason
- Lucien Capet
- Ludolf Nielsen
- Ludvig Mathias Lindeman
- Ludvig Norman
- Ludvig Schytte
- Ludwig Abel
- Ludwig Minkus
- Ludwig Thuille
- Ludwig Wilhelm Maurer
- Luigi Denza
- Luigi Legnani
- Marco Aurelio Zani de Ferranti
- Marco Enrico Bossi
- Maria Agata Szymanowska
- Marie Jaëll
- Martin Pierre Marsick
- Martin Wegelius
- Maurice Emmanuel
- Mauro Giuliani
- Max Wagenknecht
- Mélanie Bonis
- Melisio Morales
- Michele Carafa
- Miguel Lerdo de Tejada (composer)
- Mihály Mosonyi
- Mikhail Ippolitov-Ivanov
- Moritz Hauptmann
- Napoléon Coste
- Natanael Berg
- Nicola Vaccai
- Nicolai Alexeyevich Titov
- Nicolás Ruiz Espadero
- Nicolas-Charles Bochsa
- Nikolai Rakov
- Nikolai Tcherepnin
- Nikolaos Mantzaros
- Nikolay Yakovlevich Afanasyev
- Norbert Burgmüller
- Ödön Mihalovich
- Ole Bull
- Olmstead Luca
- Oscar Straus (composer)
- Oskar Lindberg
- Oskar Rieding
- Ossip Gabrilowitsch
- Otakar Ostrcil
- Othmar Schoeck
- Otto Lindblad
- Ottokar Novacek
- Paul Gilson
- Paul Juon
- Paul Vidal
- Pauline García-Viardot
- Pavel Krížkovský
- Pavel Kuczynski
- Pedro Albéniz
- Pekka Juhani Hannikainen
- Peter Arnold Heise
- Peter Josef von Lindpaintner
- Peter Leonard Leopold Benoit
- Philipp Jakob Riotte
- Philipp Scharwenka
- Philippe Gaubert
- Pierre Rode
- Pierre-Joseph-Guillaume Zimmermann
- Ricard Lamote de Grignon
- Riccardo Drigo
- Richard Barth
- Richard Eilenberg
- Richard Franck
- Richard Genée
- Richard Pohl
- Richard Wetz
- Richard Wüerst
- Rikard Nordraak
- Robert Franz
- Robert Führer
- Robert Kahn (composer)
- Robert Kajanus
- Robert Planquette
- Robert Volkmann
- Rodolphe Kreutzer
- Ruben Liljefors
- Rudolf Dellinger
- Rudolf Sieczynski
- Rudolf Tobias
- Salomon Jadassohn
- Samuel A. Ward
- Samuel Coleridge-Taylor
- Samuel Maykapar
- Samuel Sebastian Wesley
- Selim Palmgren
- Sergei Lyapunov
- Sergei Taneyev
- Sergey Nikiforovich Vasilenko
- Siegfried Alkan
- Siegfried Ochs
- Sigismond Thalberg
- Simon Mayr
- Simon Sechter
- Smith Newell Penfield
- Sophia Dussek
- Spyridon Xyndas
- Stasys Šimkus
- Stephen Heller
- Tekla Badarzewska-Baranowska
- Théo Ysaÿe
- Theobald Boehm
- Theodor Kirchner
- Theodor Kullak
- Théodore Dubois
- Theodore Gouvy
- Theodore Oesten
- Thomas Tellefsen
- Tomasz Padura
- Tommaso Marchesi
- Tor Aulin [3]
- Tsvetan Radoslavov
- Václav Jindrich Veit
- Václav Tomášek
- Valborg Aulin
- Vasilii Sarenko
- Vasily Kalinnikov
- Vasily Pavlovich Kalafati
- Vatroslav Lisinski
- Victor Herbert
- Viktor Nessler
- Vilém Blodek
- Vincent Adler
- Vinzenz Lachner
- Vladimir Rebikov
- Walter Damrosch
- Walter Rabl
- Whitney Eugene Thayer
- Wilhelm Berger
- Wilhelm Bernhardt Molique
- Wilhelm Kienzl
- Wilhelm Middelschulte
- Wilhelm Peterson-Berger
- Wilhelm Rust
- Wilhelm Stenhammar
- Wilhelm Taubert
- William Hurlstone
- William Mason (composer)
- William Sterndale Bennett
- Wladyslaw Zelenski (musician)
- Woldemar Bargiel
- Xavier Leroux
- Zygmunt Stojowski